# トレプガスト
トレプガスト (ドイツ語: Trebgast) は、ドイツ連邦共和国バイエルン州クルムバッハ郡（オーバーフランケン行政管区）に属する町村（以下、本項では便宜上「町」と記述する）で、トレプガスト行政共同体の本部所在地。

## 地理

### 自治体の構成
この町は、公式には12の地区 (Ort) からなる。このうち小集落や孤立農場などを除く集落を以下に列記する。

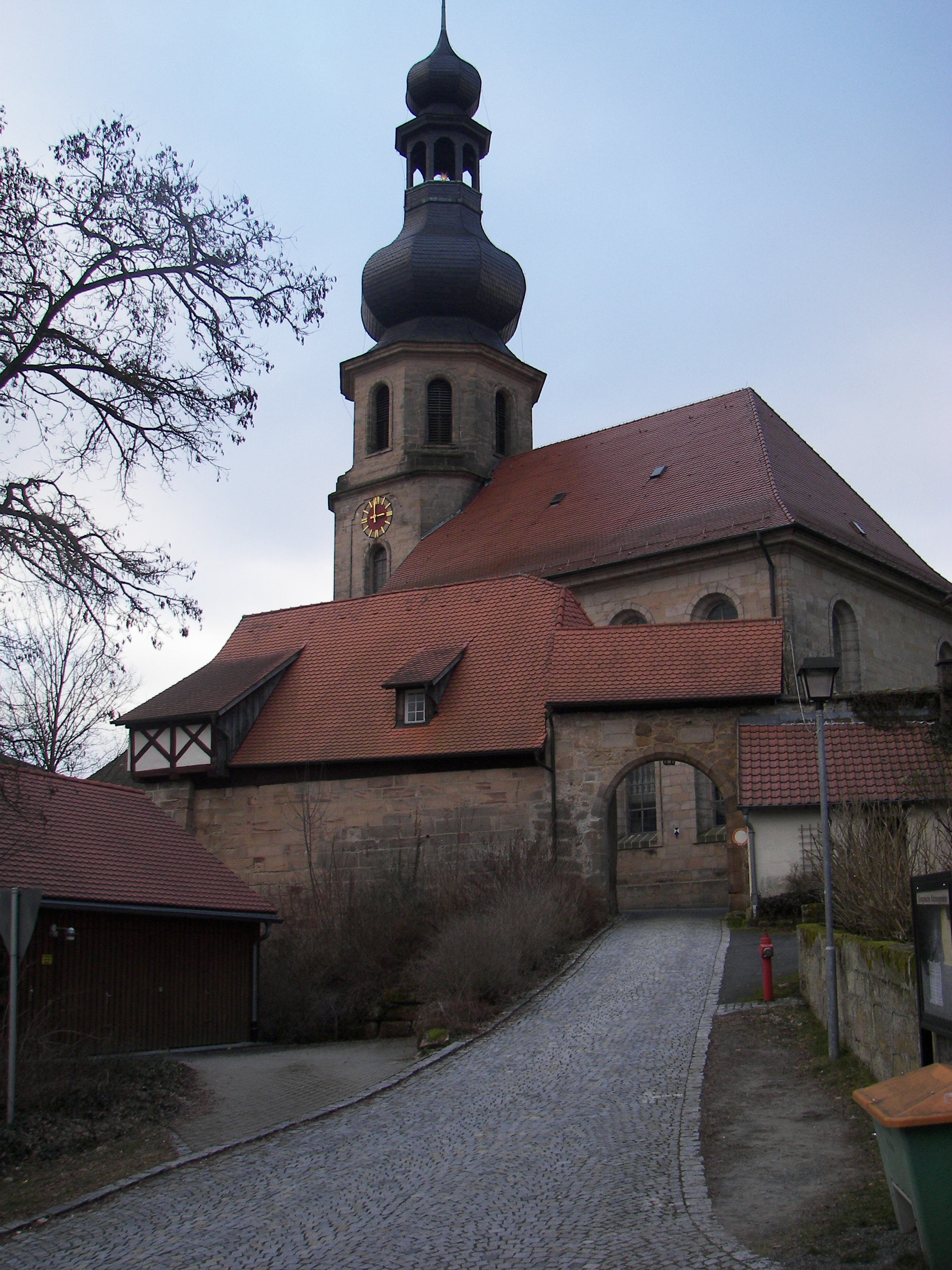
聖ヨハネス教会

- フォイルン
- リンダウ
- トレプガスト
- ヴァイツェンドルフ
- ヴァイアーハウス

## 歴史
トレプガストが初めて史料に現れるのは1028年から1040年の間の時代である。14世紀以降ブランデンブルク＝バイロイト辺境伯がこの地の領主であった。1792年以降はバイロイト侯領の一部であったが、1807年のティルジットの和約によってフランス領に、次いで1810年にバイエルン王国領になった。

## 文化と見所
トレプガストは、温水プールのある近郊型レクリエーションセンターとして、地域住民からの大きな人気を誇っている。また、野外劇場でも知られている。

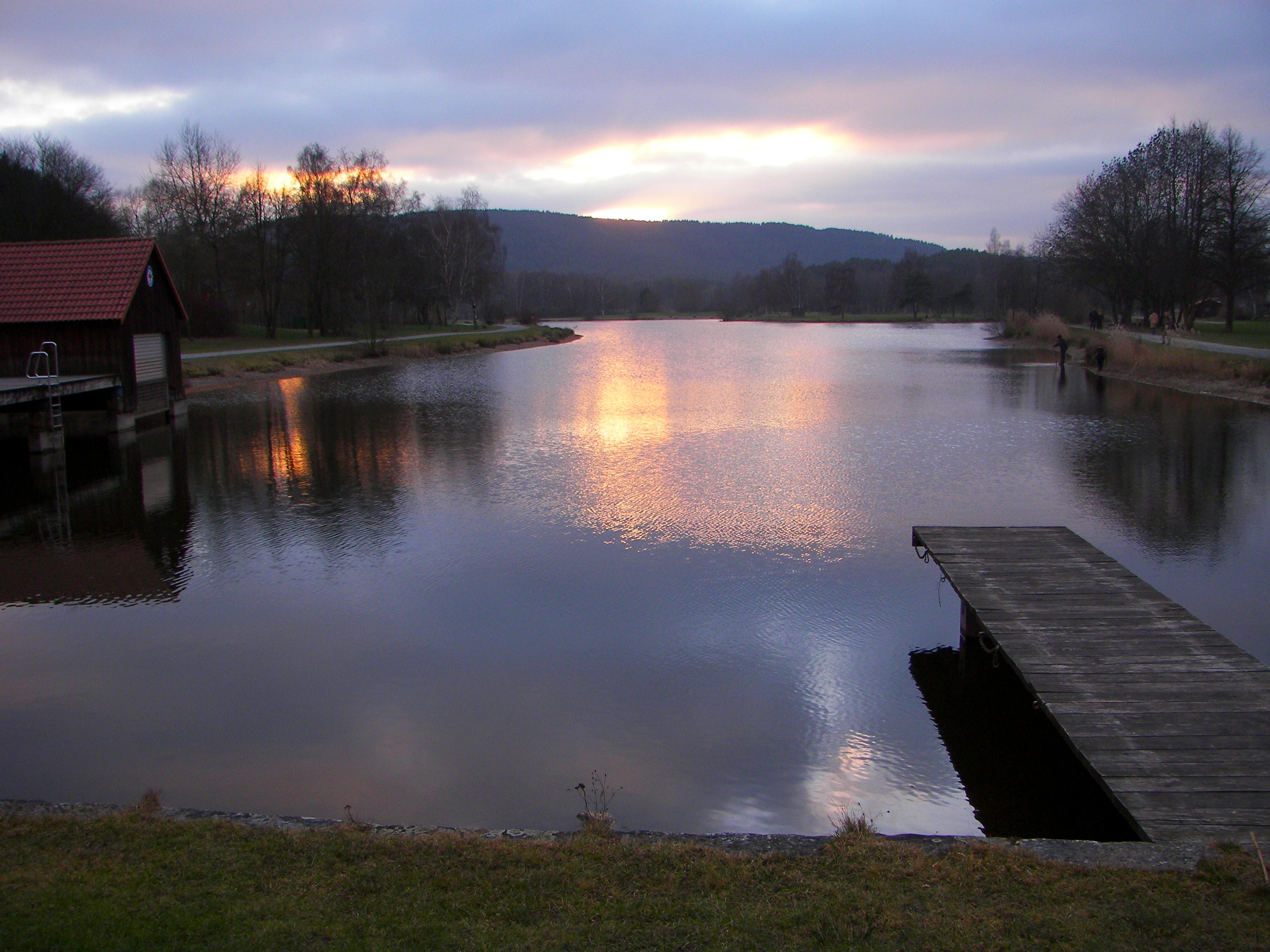
冬の水浴池

## 引用
1. ↑  https://www.statistikdaten.bayern.de/genesis/online?operation=result&code=12411-003r&leerzeilen=false&language=de Genesis-Online-Datenbank des Bayerischen Landesamtes für Statistik Tabelle 12411-003r Fortschreibung des Bevölkerungsstandes: Gemeinden, Stichtag (Einwohnerzahlen auf Grundlage des Zensus 2011)
2. ↑  Bayerische Landesbibliothek Online